# Danuta Perka
Danuta Perka (née Wołosz le 22 juin 1956 à Korsze près de Kętrzyn) est une athlète polonaise, spécialiste du 100 mètres haies.

## Biographie
Elle remporte le titre du 60 mètres haies des Championnats d'Europe en salle 1978, à Vienne, en devançant dans le temps de 7 s 95 sa compatriote Grażyna Rabsztyn et la Soviétique Nina Morgulina. Elle se classe par ailleurs deuxième des Universiades d'été de Mexico.

### Palmarès
| Date | Compétition                    | Lieu   | Résultat | Épreuve    |
| ---- | ------------------------------ | ------ | -------- | ---------- |
| 1979 | Championnats d'Europe en salle | Vienne | 1re      | 60 m haies |

### Records
| Épreuve     | Performance | Lieu   | Date             |
| ----------- | ----------- | ------ | ---------------- |
| 50 m haies  | 6 s 76      | Berlin | 11 février 1979  |
| 60 m haies  | 7 s 95      | Vienne | 24 février 1979  |
| 100 m haies | 12 s 65     | Mexico | 9 septembre 1979 |